# Ндзенгуе, Фахд
Фахд Риша́р Ндзенгуе Мубети́ (фр. Fahd Richard Ndzengue Moubeti; род. 7 июля 2000, Либревиль) — габонский футболист, нападающий клуба «Табор» и сборной Габона по футболу.

## Карьера

### «Мунана»
Начинал играть в молодёжной команде клуба «Мунана» в Габоне. В 2017 году присоединился к основной команде. Сыграл за клуб в Лиге Чемпионов КАФ в матчах против клубов «Видад» и египетского «Аль-Ахли».

### «Табор»
В апреле 2019 года стал игроком словенского «Табора». Вышел с командой в Первую лигу Словении. Дебютировал в высшем дивизионе в матче со столичной «Олимпией». В Кубке Словении дебютировал в матче против ФК «Алюминий».